# BK Bore
BK Bore, Bandyklubben Bore, är en bandyklubb i tätorten Figeholm i Oskarshamns kommun i Sverige. BK Bore bildades den 16 oktober 1946. Säsongen 2011/2012 spelade klubben i Div 2 Småland.
BK Bores hemmadress är helblå. Hjälm, tröja, byxor och strumpor, allt i blått. Bortadressen är i röd tröja.
Klubben fick erbjudande inför säsong 2011/2012 att ta en friplats upp till div 1 södra. Klubben tackade först ja, men på grund av för få spelare fick klubben senare tacka nej och därmed fortsätta spela i Div 2.

## Boreprofiler genom åren
- Robin Alsparr
- Håkan Lindqvist